# Neo noir
Neo noir, sau neo-noir, este denumirea generică a tendințelor moderne din cinematografie de a încorpora aspecte ale genului cunoscut ca film noir în filme de alte genuri. Similar, denominarea poate fi aplicată și altor opere de ficțiune care încorporează aceste elemente. 
Deși nu există filme importante care să fi fost semnificativ realizate în maniera "clasică" de film noir în deceniul 1961 - 1970, totuși genul în sine a produs un impact de necontestat asupra altor genuri, dar și asupra diferiților creatori de opere, atât literare cât și filmice. 
Astfel de filme încorporează de obicei atât elemente tematice, așa cum ar fi atât prezentarea unui personaj prins într-o situație aparent de neieșit cât și a soluției pe care acesta o găsește la disperare pentru a ieși din "capcană". Pentru realizarea filmică a acestor situații, realizatorul filmului prezintă situația existentă prin utilizarea cinismului nihilist al personajului "prins" precum și iluminarea scăzută, cu contraste puternice, inspirată de filmele genului expresionist german. Din punct de vedere al bugetului filmelor neo-noir, acestea pot fi considerate un fel de precursoare ale filmelor independente de azi datorită atenției extrem de scăzute acordate de marile case de producție acestui gen de film. 
Filme care pot fi considerate neo-noir sunt filme de tip distopic așa cum sunt Soylent Green, și în mod particular filmul cyberpunk al anilor 1980 Blade Runner. 
Alte exemple de aceeași factură sunt 8mm, Fargo, Se7en, The Grifters, L.A. Confidential, Pulp Fiction, Streets of Fire, The Usual Suspects, Memento, Miller's Crossing, Reservoir Dogs, The Man Who Wasn't There, Sin City, Dark City și Brick. 
Tendința neo-noir a fost plină de succes și în serii de televiziune, incluzând seriale cum ar fi Miami Vice al anilor 1980, Batman: The Animated Series al anilor 1990 și Veronica Mars a anilor 2000. 
O îmbinare hibridă a unui film noir sau neo-noir cu unul cyberpunk este numit tech-noir. Și aici, în această categorie restrânsă, Blade Runner are loc ca unul din filmele cele mai reușite realizate vreodată, simultan în mai multe genuri. Blade Runner este considerat de mulți critici și iubitori de film unul dintre cele mai bune filme realizate vreodată în multiple categorii SF, neo-noir, cyberpunk și tech-noir.